# 韓淲
韩淲（1159年—1224年），字仲止，一作子仲，号涧泉。開封雍丘（今河南杞縣）人。
吏部尚书韩元吉之子。生于绍兴二十九年（1159年），早年以父荫入仕，为平江府属官，嘉泰元年（1201年）曾入吴应试。不久被斥。後家居二十年。南渡后，落籍信州上饶（今屬江西），與趙蕃（號章泉）合稱“上饒二泉”。嘉定十七年（1224年），得疾而卒，得年六十六。著有《涧泉集》二十卷、《涧泉日记》三卷、《涧泉诗馀》一卷。